# Cricula zuleika
Cricula zuleika är en fjärilsart som beskrevs av John Obadiah Westwood 1848. Cricula zuleika ingår i släktet Cricula och familjen påfågelsspinnare. Inga underarter finns listade i Catalogue of Life.